# Burton (Carolina del Sur)
Burton es un lugar designado por el censo ubicado en el condado de Beaufort, en el estado estadounidense de Carolina del Sur. La localidad en el año 2000 tiene una población de 7.180 habitantes en una superficie de 28.9 km², con una densidad poblacional de 251.2 personas por km². 

## Geografía
Burton se encuentra ubicado en las coordenadas 32°25′31″N 80°44′18″O / 32.42528, -80.73833. Según la Oficina del Censo, el pueblo tiene un área total de 28,9 km² (11,2 mi²), de la cual 28,6 km² (11,0 mi²) es tierra y 0,3 km² (0,1 mi²) (0.99%) es agua.

### Localidades adyacentes
El siguiente diagrama muestra a las localidades en un radio de 12 kilómetros (7,5 mi) de Burton.

## Demografía
En el 2000 la renta per cápita promedia del hogar era de $39.753, y el ingreso promedio para una familia era de $41.636. El ingreso per cápita para la localidad era de $15.654. En 2000 los hombres tenían un ingreso per cápita de $30.405 contra $20.716 para las mujeres. Alrededor del 14.10% de la población estaba bajo el umbral de pobreza nacional. 